# Неявное знание
Нея́вное зна́ние (англ. tacit knowledge) — вид знания, к которому относится то знание, которое не может быть легко передано другим.
Термин был предложен Майклом Полани. В своей работе он писал о процессе, а не о форме знания, однако его термин был использован для обозначения вида знания, которое полностью или частично не эксплицировано (не формализовано). Неявные знания часто включают навыки (умения) и культуру, присущие нам, но не осознаваемые нами.
Один из наиболее известных афоризмов Полани: «Мы можем знать больше, чем способны рассказать» («We can know more than we can tell»).

## Свойства неявного знания
Неявные знания могут быть переданы только  через обучение или получены через личный опыт. Так, умение плавать, ездить на велосипеде, управлять автомобилем может быть приобретено в результате наблюдений, личных тренировок под руководством инструктора, попыток. Любые, сколь угодно ясно сформулированные правила сами по себе не помогут этому научиться.
Другой пример неявного знания — знание языков. Человек, будучи погруженным в языковую среду, осваивает язык постепенно, не изучая правила грамматики.